# Kassina maculifer
Kassina maculifer és una espècie de granota de la família dels hiperòlids que viu a Etiòpia, Kenya i Somàlia.
Està amenaçada d'extinció per la pèrdua del seu hàbitat natural.